# Скопје Фест 2008.
Скопје Фест 2008 је издање македонског фестивала забавне музике- Скопје Фест, одржано 23. фебруара 2008. године. Победничка песма представља је Републику Македонију на Избору за Песму Евровизије 2008  у Београду 20., 22. и 24. маја 2008. Македонија је песму представила на једној од две полуфиналне вечери са победничком песмом, по новим правилима. Избор је преносила Македонска радио-телевизија. Песме су се изводиле на македонском језику, док се на Песми Евровизије делови текста могу извети и на неком другом светском језику- обично енглеском.

## Резултати са прошлогодишњег фестивала
| №  | Извођач                          | Песма            | Поени | Пласман |
| -- | -------------------------------- | ---------------- | ----- | ------- |
| 1  | Маја Саздановска & Јован Јованов | 1, 2, 3          | 71    | 4       |
| 2  | Елена Петреска                   | Пеам             | 67    | 5       |
| 3  | Маја Гроздановска Панчева        | Кавијар и Свила  | 6     | 15      |
| 4  | Маријан Стојановски              | Ако те Расплачат | 20    | 10      |
| 5  | Деана Николовска                 | Небо             | 11    | 14      |
| 6  | Андријана Јаневска               | Епизода          | 19    | 11      |
| 7  | Васил Гарванлијев                | Помогни Ми       | 15    | 13      |
| 8  | Гјоргји Крстевски                | Летни Доздови    | 30    | 7       |
| 9  | Ламбе Алабакоски                 | Бело е се        | 101   | 1       |
| 10 | Биба Додева                      | Чувај Ме         | 21    | 9       |
| 11 | Ивана Андонова                   | Оди Си           | 16    | 12      |
| 12 | Каролина Гочева                  | Мојот Свет       | 144   | 1       |
| 13 | Супер Нова                       | Подсети Ме       | 30    | 7       |
| 14 | Тамара Тодевска                  | Кази Кој Си Ти   | 105   | 2       |
| 15 | Сања Лефкова                     | Отров и Лек      | 40    | 6       |